# Ginestra (Italia)
Ginestra (Zhura in arbëreshë, La Sc'nèstrə in dialetto locale, fino all'Ottocento Lombarda Massa o Lombardomassa) è un comune italiano di 658 abitanti della provincia di Potenza in Basilicata, situato nel Vulture-Melfese.
Tra le antiche colonie albanesi d'Italia, costituisce insieme a Barile, Maschito, San Costantino Albanese e San Paolo Albanese, la minoranza etnico-linguistica italo-albanese (arbëreshe) in Basilicata.
Fu frazione del comune di Ripacandida fino al 1965.

## Geografia fisica
Il paese sorge a 564 metri s.l.m. nella parte centro-meridionale del Vulture, a nord della provincia potentina.
Confina con i comuni di: Ripacandida, Barile, Venosa, Maschito e Forenza.
Con 13,21 km² di territorio comunale, Ginestra è il penultimo comune della Basilicata per estensione territoriale, l'ultimo è Campomaggiore.

## Storia

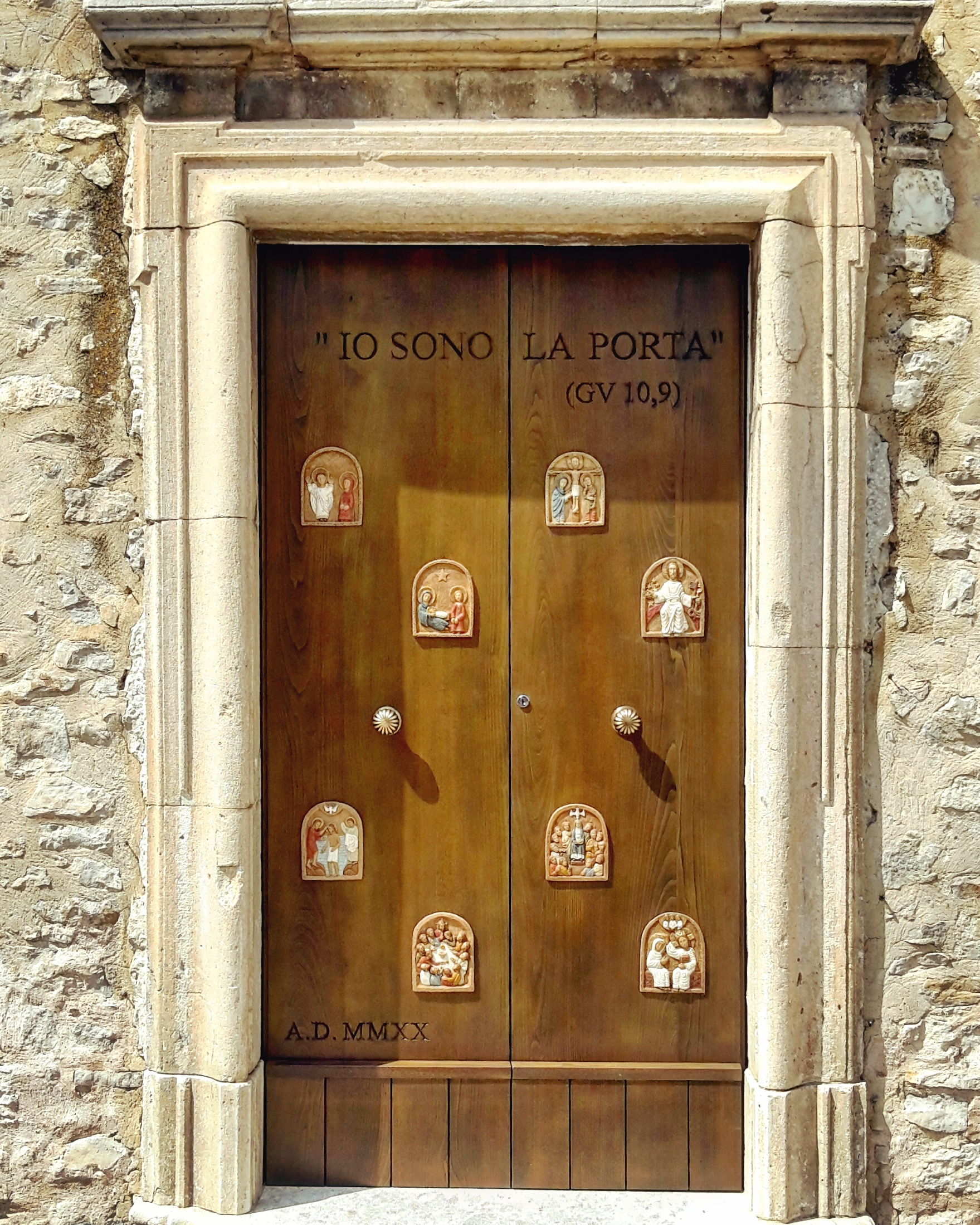
Il portone della chiesa di S. Nicola Vescovo

Il territorio di Ginestra fu ripopolato da esuli epiroti (o secondo alcuni di Scutari) grazie alla concessione di Troiano Caracciolo, feudatario di Ripacandida, che nel 1478 diede ai greco-albanesi il permesso di edificare le abitazioni in quella zona che originariamente si chiamava Lombarda Massa, ovvero il podere («mansus») dei Longobardi.
Ancora oggi a Ginestra sono vive molte tradizioni balcaniche e gli abitanti del posto tengono viva la lingua arbëreshe. Ed è proprio per valorizzare e tramandare questa lingua che nel piccolo centro del Vulture è stato istituito uno sportello linguistico. Anche la protettrice del paese giunge da oriente: trattasi della Madonna di Costantinopoli, a cui è intitolato il santuario che si trova poco distante dal paese. Costruito nel 1588, al suo interno si può ammirare un affresco murale di scuola orientale del XVI secolo, raffigurante la Vergine. Qui sono custodite anche due tele del XVIII secolo: in una è rappresentata la Madonna del Latte, tra le figure di San Giovanni, San Nicola e San Borromeo; nell'altra tela è invece riprodotta una Pietà. L'altro principale luogo di culto del paese è situato in pieno centro storico: la chiesa madre di San Nicola Vescovo, risalente al XVI secolo, è impreziosita da un coro ligneo del XVIII secolo e da due lampadari stuccati in oro. Nel corso dei secoli, la chiesa madre è stata più volte ricostruita, ma è negli anni novanta che ha subito un restauro completo. Durante questi ultimi scavi è stato riportato alla luce un battistero per immersione composto da 12 archi, in cui sono raffigurati alcuni personaggi che probabilmente rappresentano i 12 apostoli.
Nel 1965 Ginestra si stacca da Ripacandida e diventa comune autonomo.

### Simboli
Lo stemma del comune di Ginestra è d'azzurro, al destrocherio di carnagione, vestito di rosso, afferrante una mazza municipale d'oro, sormontato dalla scritta centrata in caratteri maiuscoli ZHURIAN dello stesso. Il gonfalone è un drappo di azzurro.

## Monumenti e luoghi d'interesse
- Chiesa di San Nicola (XV-XVI secolo circa)
- Santuario di Santa Maria di Costantinopoli

## Società

### Evoluzione demografica
Abitanti censiti

### Etnie e minoranze straniere
Gli stranieri residenti nel comune al 1º gennaio 2019 sono 32, ovvero il 4,3% della popolazione.

## Infrastrutture e trasporti

### Strade
- Strada provinciale 152 Barile-Ginestra[11]
- Strada provinciale 8 del Vulture
- Strada statale 658 Potenza-Melfi - uscite Barile-Ginestra-Venosa e Rionero-Ripacandida
- Autostrada A14 - uscita Foggia nord da Bologna; uscite Canosa di Puglia - Barletta e A16 Napoli-Bari da Taranto; in alternativa da Taranto uscita Bari Nord - Modugno
- Autostrada A16 - uscita Candela